# Catonephele chione
Catonephele chione är en fjärilsart som beskrevs av Pieter Cramer 1779. Catonephele chione ingår i släktet Catonephele och familjen praktfjärilar. Inga underarter finns listade i Catalogue of Life.